# Johann Wilhelm Gottlob Buzengeiger
Johann Wilhelm Gottlob Buzengeiger (* 25. Juni 1778 in Tübingen; † 26. Oktober 1836 ebenda) war Universitätsmechanikus, Optiker und Uhrmacher in Tübingen. Er war ein Bruder des Mathematikers und Mineralogen Carl Buzengeiger.

## Leben und Wirken
Gottlob Buzengeiger war von 1805 bis 1836 als Universitätsmechanikus an der Universität Tübingen beschäftigt. Dabei arbeitete er vor allem für den Astronomen und Mathematiker Johann Gottlieb Friedrich Bohnenberger, hatte aber nebenbei noch eine Uhrmacherwerkstatt in Tübingen. Seine Instrumente verkaufte er international auch außerhalb der Landesgrenzen des Königreichs Württemberg, z. B. an Heinrich Christian Schumacher in Altona. Durch den regelmäßigen Umgang mit Quecksilber hatte er Gesundheitsprobleme.
Für die von Bohnenberger geplante Landesvermessung fertigte er 1818 Replikas der Toise du Pérou und einen Heliostaten nach einem Entwurf von Carl Friedrich Gauß, einen kardanisch gelagerten Kreisel („Gyroskop“, Maschine von Bohnenberger) als astronomisches Demonstrationsobjekt (1810), ein Reversionspendel zur genauen Berechnung der Erdanziehungskraft (1811) sowie ein von Bohnenberger erfundenes Elektroskop zur Bestimmung der elektrischen Ladung. Außerdem fertigte er Barometer, Zambonisäule, z. B. als Energiequelle einer Uhr, astronomische Pendel- und Terzienuhren sowie eine Feinwaage für den Chemiker Christian Gottlob Gmelin.

## Korrespondenz

### Johann Friedrich Benzenberg
Der Düsseldorfer Astronom Johann Friedrich Benzenberg schrieb im Dezember 1810 folgendes über Buzengeiger:

„B[ohnenberger] zeigte mir eine artige Schwungmaschine, welche das Zurückweichen der Nachtgleichen […] auf eine anschauliche Weise erklärt, und zugleich den physischen Grund davon zeigt. Eine kleine Erde von Holz und mit Blei ausgegossen, dreht sich um ihre Achse, und wird durch das Aufwinden einer Schnur so in eine rotierende Bewegung gesetzt, wie der Kräusel, mit dem die Knaben spielen. Die Pole sind in einen Ring befestigt, welcher Kompaßaufhängung hat, und sich frei nach allen Seiten drehen kann. Läßt man nun die Erde rotiren, so kann man mit ihr im ganzen Zimmer herum gehen, ohne daß sich die Richtung ihrer Rotationsachse ändert.“

„Ich habe mir bei dem hiesigen Uhrmacher BUZENGEIGER eine BOHNENBERGERsche Schwungmaschine bestellt, welche er für eine Kleinigkeit von 12 Gulden sehr sauber gearbeitet liefert.“

### Eduard Mörike
Eduard Mörike schrieb vor dem 20. Juni 1836 Briefe an Buzengeiger sowie an die Optiker K. Öchslen, F. Trostel, W. G. B. Baumann, in denen er diese um die Herstellung einer Laterna magica nach seiner Idee bat und vermutlich Scherenschnitt-Illustrationen aus dem Telegraph für Deutschland beifügte. Die angeschriebenen Optiker lehnten aber entweder die Annahme einer Bestellung ab, oder forderten zu viel, so dass er das geplante Projekt erst am 9. Mai 1847 über seinen Bruder mit dem Blechfabrikanten Karl Deffner erneut besprach.